# Dławik zaporowy
Dławik zaporowy (ang. line trap) – jest dwójnikiem elektrycznym włączanym szeregowo do linii elektroenergetycznej. Wchodzi w skład urządzeń sprzęgających systemu elektroenergetycznej telefonii nośnej (ETN). Ich głównym zadaniem jest zapobieganie niepożądanym stratom energii sygnałów nośnych wysokiej częstotliwości poprzez zabezpieczenie ich od roproszenia w stacji lub doziemienia w przypadku zwarcia linii. Dławik zaporowy musi okazywać dużą impedancję dla pasma częstotliwości nośnej oraz nieznaczącą dla częstotliwości roboczej.